# Terminal Mariano Ospina Pérez
La Terminal de transportes Mariano Ospina Pérez de Medellín, más conocida como la Terminal del Norte de Medellín, es un edificio que presta servicios de transportes intermunicipales e internacionales, principalmente de buses, hacia municipios a los que se accede por carreteras que se encuentran en la zona norte de la ciudad.
Posee integración directa hacia la estación Caribe del metro a través de dos puentes peatonales que llegan a los dos accesos de la estación, así como también a la línea O de buses eléctricos.

## Destinos

### Departamental
| Antioquia                 |                                                                                     |
| Abejorral                 | Sonar / Transunidos                                                                 |
| Abriaquí                  | Sotrauraba / Tranportes Gómez Hernández                                             |
| Alejandría                | Sotrasanvicente / Copetransa                                                        |
| Amalfi                    | Coonorte                                                                            |
| Angostura                 | Coonorte                                                                            |
| Anorí                     | Coonorte                                                                            |
| Anzá                      | Sotrauraba / Tranportes Gómez Hernández                                             |
| Apartadó                  | Sotrauraba / Tranportes Gómez Hernández / Cootransuroccidente                       |
| Arboletes                 | Cootransuroccidente / Rápido Ochoa                                                  |
| Argelia                   | Sotransoda / Sonar                                                                  |
| Belmira                   | Expreso Belmira                                                                     |
| Buriticá                  | Sotrauraba / Tranportes Gómez Hernández                                             |
| Cáceres                   | Coonorte                                                                            |
| Caicedo                   | Rápido Ochoa                                                                        |
| Campamento                | Coonorte                                                                            |
| Cañas Gordas              | Sotrauraba / Tranportes Gómez Hernández                                             |
| Caracolí                  | Coonorte                                                                            |
| Carolina del Principé     | Transportes J.B. Vasquez                                                            |
| Caucasia                  | Coonorte                                                                            |
| Chigorodó                 | Sotrauraba / Tranportes Gómez Hernández                                             |
| Cisneros                  | Transportes Cisneros Entrerrios / Coonorte                                          |
| Cocorná                   | Flota Granada                                                                       |
| Concepción                | Sotrasanvicente                                                                     |
| Dabeiba                   | Sotrauraba / Tranportes Gómez Hernández                                             |
| Angostura                 | Coonorte                                                                            |
| Don Matías                | Cootransda / Coopetransa                                                            |
| Ebéjico                   | Cootrasana                                                                          |
| El Bagre                  | Flota Nordeste / Transportes Segovia                                                |
| El Carmen de Viboral      | Flota el Carmen                                                                     |
| El Peñol                  | Sotrapeñol                                                                          |
| El Retiro                 | Sotraretiro                                                                         |
| El Santuario              | Transoriente                                                                        |
| Entrerríos                | Transportes Cisneros Entrerrios / Expreso Belmira                                   |
| Frontino                  | Sotrauraba / Tranportes Gómez Hernández                                             |
| Giraldo                   | Rápido Ochoa                                                                        |
| Gómez Plata               | Transportes J.B. Vasquez                                                            |
| Granada                   | Flota Granada                                                                       |
| Guadalupe                 | Transportes J.B. Vasquez                                                            |
| Guarne                    | Sotragur                                                                            |
| Guatape                   | Sotrasanvicente                                                                     |
| Ituango                   | Coonorte                                                                            |
| La Ceja                   | Transunidos                                                                         |
| La Unión                  | Transunidos                                                                         |
| Liborina                  | Sotrauraba                                                                          |
| Maceo                     | Transportes Cisneros Entrerrios / Coonorte                                          |
| Marinilla                 | Sotramar                                                                            |
| Nariño (Antioquia)        | Sotransoda                                                                          |
| Nechí                     | Coonorte                                                                            |
| Necoclí                   | Cootransuroccidente / Tranportes Gómez Hernández/ Sotraurabá                        |
| Peque                     | Sotrauraba / Tranportes Gómez Hernández                                             |
| Puerto Berrío             | Coonorte / Rapido Ochoa / Transoriente                                              |
| Puerto Nare               | Transoriente                                                                        |
| Puerto Triunfo            | Transoriente                                                                        |
| Rionegro                  | Transportes Chachafruto / Rapido Medellin Rionegro / Flota Rionegro / Flota Cordova |
| Sabanalarga (Antioquia)   | Sotrauraba                                                                          |
| San Andrés de Cuerquia    | Coonorte                                                                            |
| San Carlos                | Transoriente / Coonorte                                                             |
| San Francisco             | Flota Granada                                                                       |
| San Jerónimo              | Sotrauraba / Tranportes Gómez Hernández                                             |
| San Jose de la Montaña    | Coopetransa                                                                         |
| San Luis                  | Flota Granada / Cootrasal                                                           |
| San Pedro de los Milagros | Expreso Belmira / Coopetransa                                                       |
| San Pedro de Urabá        | Cootransuroccidente                                                                 |
| San Rafael                | Sotrapeñol / Sotrasanvicente                                                        |
| San Roque                 | Coonorte / Coopetransa                                                              |
| San Vicente Ferrer        | Sotrasanvicente                                                                     |
| Santa Fe de Antioquia     | Sotrauraba / Tranportes Gómez Hernández                                             |
| Santa Rosa de Osos        | Coopetransa                                                                         |
| Santo Domingo             | Coopetransa                                                                         |
| Segovia                   | Flota Nordeste / Transportes Segovia                                                |
| Sonsón                    | Sotransoda / Sonar                                                                  |
| Sopetrán                  | Sotrauraba / Tranportes Gómez Hernández                                             |
| Tarazá                    | Coonorte                                                                            |
| Toledo                    | Coonorte                                                                            |
| Turbo                     | Sotrauraba / Tranportes Gómez Hernández / Cootransuroccidente                       |
| Urrao                     | Cootraur / Rápido Ochoa                                                             |
| Vegachí                   | Flota Nordeste / Transportes Segovia                                                |
| Yarumal                   | Sotrayar / Cootrayal / Coonorte / Yameya                                            |
| Yolombó                   | Flota Nordeste / Transportes Segovia                                                |
| Zaragoza                  | Flota Nordeste / Transportes Segovia                                                |

### Nacional
| Atlántico                                         | |
| Barranquilla                                      | Expreso Brasilia / Rápido Ochoa |
| Bolívar                                           | |
| Cartagena                                         | Expreso Brasilia / Rápido Ochoa / Copetran                                                                                             |
| Magangué                                          | Expreso Brasilia |
| Mompox                                            | Expreso Brasilia / Transportes Rápido Ochoa                                                                                            |
| Boyacá                                            | |
| Puerto Boyacá                                     | Coonorte |
| Sogamoso                                          | Flota Magdalena |
| Caquetá                                           | |
| Florencia (Terminal de Transportes de Florencia)  | Coomotor / Expreso Bolivariano |
| Cesar                                             | |
| Valledupar                                        | Expreso Brasilia / Copetran |
| Córdoba                                           | |
| Ayapel                                            | Coonorte |
| Montelíbano                                       | Coonorte |
| Montería                                          | Expreso Brasilia / Transportes Luz/ Rápido Ochoa/ Gómez Hernández                                                                      |
| Planeta Rica                                      | Coonorte/ Expreso Brasilia |
| Puerto Libertador                                 | Coonorte |
| Cundinamarca                                      | |
| Bogotá (Terminal de Transporte de Ciudad Salitre) | Coonorte / Empresa Arauca / Expreso Bolivariano / Expreso Brasilia / Flota Magdalena / Rápido Ochoa / Rápido Tolima / Omega / Copetran |
| La Guajira                                        | |
| Maicao                                            | Expreso Brasilia / Rápido Ochoa / Copetran                                                                                             |
| Huila                                             | |
| Neiva                                             | Coomotor / Expreso Bolivariano / Flota Magdalena                                                                                       |
| San Agustin                                       | Coomotor |
| Magdalena                                         | |
| Santa Marta                                       | Expreso Brasilia / Rápido Ochoa / Copetran                                                                                             |
| El Banco                                          | Copetran |
| Norte de Santander                                | |
| Cúcuta                                            | Omega / Expresó Bolivariano / Copetran                                                                                                 |
| Ocaña                                             | Copetran / Omega |
| Putumayo                                          | |
| Puerto Asís                                       | Coomotor |
| San Miguel                                        | Coomotor |
| Santander                                         | |
| Barrancabermeja                                   | Copetran / Expreso Brasilia |
| Bucaramanga                                       | Copetran / Expreso Brasilia / Omega / Expreso Bolivariano / Cotaxi                                                                     |
| Cimitarra                                         | Copetran / Cotaxi |
| Sucre                                             | |
| San Marcos                                        | Rápido Ochoa |
| Sincelejo                                         | Expreso Brasilia / Rápido Ochoa |
| Tolú                                              | Expreso Brasilia / Rápido Ochoa |
| Tolima                                            | |
| Ibagué                                            | Rápido Tolima |